# Amiris Veronese
Amiris Alba Veronese de Guarischi (Rio de Janeiro, 16 de fevereiro de 1932 - Rio de Janeiro, 29 de julho de 1979) foi uma atriz, escritora e tradutora brasileira. Além de sua carreira na teledramaturgia, era formada em Odontologia e Letras, com especialização em traduções da poesia francesa.
Foi casada com o crítico de cinema Antonio Augusto Moniz Vianna, com o qual teve três filhos.
Seu papel de mais destaque foi em 1976, na novela Escrava Isaura, pela Rede Globo, quando interpretou a personagem Alba Vidal.
Participou ainda dos filmes Uma Pantera em Minha Cama (1971), O Menino e o Vento (1967), O Quarto (1969) e Viver de Morrer (1972).

## Filmografia

### Cinema
| Ano  | Título                    | Personagem         |
| ---- | ------------------------- | ------------------ |
| 1967 | O Menino e o Vento        | passageira do trem |
| 1969 | O Quarto                  | Laura              |
| 1971 | Uma Pantera em Minha Cama | Madame X           |
| 1972 | Viver de Morrer           | Regina             |

### Televisão
| Ano  | Título         | Personagem | Notas                                       |
| ---- | -------------- | ---------- | ------------------------------------------- |
| 1976 | Escrava Isaura | Alba Vidal |                                             |
| 1979 | Carga Pesada   | Aurélia    | Episódio: "Pogrom, Moralidade Se Conquista" |

### Teatro
| Ano  | Título             |
| ---- | ------------------ |
| 1963 | A Calúnia          |
| 1965 | Ópera dos Errantes |
| 1966 | Inferno de Dante   |